# Дебют Ларсена
Дебют Ларсена — шаховий закритий дебют, що виникає після ходу 1. b2-b3.

## Історія
Дебюту Ларсена передував початок, автором якого був Арон Німцович — 1.Kg1-f3 d7-d5 2.b2-b3 з подальшим Cc1-b2 і e2-e3 (спроба зіграти Новоіндійський захист зі зміною кольору та зайвим темпом). Вперше хід 1.b2-b3 в турнірній практиці застосовано в партії В.Рагозін — В.Раузер (Ленінград, 1936). Згодом хід 1. b2-b3 часто зустрічався в партіях В. Симагіна. Міжнародне визнання хід 1. b2-b3 отримав в 1960-70-х рр. завдяки партіям і аналізам Бента Ларсена (звідси й назва дебюту). Його застосовували також Петро Романовський, Марк Тайманов, Боббі Фішер (гравши 2.d7-d5 3.Kg1-f3) та інші.

## Основні ідеї
Основний задум початку полягає в тому, що білі чинять тиск на центр, надаючи супернику великий вибір продовжень та переносячи тягар боротьби з дебюту на мітельшпіль.

## Варіанти
Основним продовженням вважають 1… е7-е5, після якого йде 2.Сc1-b2 Kb8-c6. Однак чорні можуть вибирати з-поміж багатьох варіантів розвитку:
- 1… е7-е5 2. Сc1-b2 Kb8-c6 — Сучасний варіант
  - 3. c2-c4 Kg8-f6 4. c4:d5 Kf6:d5 5. a2-a3 Cf8-d6 6. Фd1-c2 0-0 7. Kg1-f3 Фd8-e7 8. Cf1-d3
  - 3. e2-e3 Kg8-f6 4. Cf1-b5 d7-d6 5. Kg1-f3 Cc8-d7 6. 0-0 Cf8-e7 7. Cb5-e2 0-0 8. c2-c4 Лf8-e8 9.Kb1-c3 Ce7-f8 10. d2-d3
- 1… Кg8-f6 — новоіндійських варіант
- 1…d7-d5 — Класичний варіант
- 1…c7-c5 — Англійський варіант
- 1…f7-f5 — Голландський варіант
- 1…b7-b5 — Польський варіант
- 1…b7-b6 — Симетричний варіант

## Приклад застосування
Ларсен — Спаський, Белград, 1970
1.b3 е5 2.Сb2 Кс6 3.с4 Кf6 4. Доf3 e4 5.Kd4 Cc5 6.Kc6 dc6 7.e3 Cf5 8.Фс2 Фе7 9.Се2 0-0-0 10.f4 Kg4 11.g3 h5 12.h3 12… h4!! 13.hg4 hg3 14.Лg1 Лh1!! 15.Лh1 g2 16.Лf1Фh4+ 17.Крd1 gf1Ф+ Білі здалися.